# 濤沸湖
濤沸湖（とうふつこ）は、北海道東部、網走市と小清水町にまたがる汽水湖。面積は約900ha。網走国定公園に含まれる。ラムサール条約に登録されている（2005年）。

## 地理
砂州が発達した細長い砂丘によりオホーツク海から遮断されているが、湖の北西端でつながっており、汽水湖となっている。湖の西側1kmには藻琴湖がある。
湖の北側、オホーツク海に挟まれた砂州には小清水原生花園がひろがる。
- 流入河川 : スッポチ川、浦士別川、ウカルシュベツ川、オンネナイ川、丸万川
- 流出河川 : なし（直接海につながる）

## 名称の由来
アイヌ語の「トプッ（to-put）」（湖・口）に由来する。アイヌ語では湖自体は単に「ト（to）」、すなわち「湖」と呼ばれていたが、和人が湖口の地名を湖の名称とした。

## 自然
湖岸の低地には塩性湿地帯が発達しており、なかでもアッケシソウのシーズンには多くの観光客が訪れる。
多くの野鳥が飛来する湖で、ガン・カモ類は毎年6万羽以上が飛来する。その他オオヒシクイ、オオハクチョウ、ヒドリガモ、ミコアイサ、ウミアイサは東アジア地域個体群の1%以上を支えている。オジロワシ、オオワシといった猛禽類も多く越冬する。日本では珍しいシマアオジが繁殖している。近年ではタンチョウの繁殖が確認されている。
湖内には藻場も発達し魚介類の水揚げもある。
- 1958年7月1日に網走国定公園第2種特別地域に指定された。
- 1992年10月16日に国指定濤沸湖鳥獣保護区（集団渡来地）に指定された（面積2,051ha、うち特別保護地区が900ha）。
- 2005年11月8日にラムサール条約指定地に登録された。
- 2014年11月1日から特定エリアの立入制限などを設ける自主ルールの運用開始[1]

### 自主ルールの制定
環境省の2011年度からの3カ年事業の一環として、自治体、観光協会、農協、漁協、専門家、住民によって特定エリアの立入制限などを設ける自主ルールが策定され、2014年11月1日から運用されることとなった。

### 餌付け
この湖では、かつて鳥に餌を与えることができた。もとは地元の小学生が白鳥に餌付けしたことから始まったといわれている。餌は食パンの切れ端で、100円で買え、渡り鳥が飛来する頃には多くの観光客が餌を与えていた。しかし過度な餌付けは基本的に自然の生態系を著しく乱すものであり、否定的な声もあった。2010年秋に稚内市や浜中町で鳥インフルエンザが確認され、同年の冬以後は感染の懸念から餌やりは禁止されている。

## 利用
カキの養殖、ヤマトシジミ、アサリの漁獲がある。湖沼性ニシンの増殖試験に地元漁業が取り組んでいる。

## 交通
- 北海道旅客鉄道（JR北海道）釧網本線
  - 北浜駅・浜小清水駅
  - 5月1日 - 10月31日は、両駅の中間にある臨時駅、原生花園駅も利用できる。
- 網走バス 小清水線・斜里線
  - 白鳥公園入口・とうふつ橋・原生花園・浦士別入口下車
  - 付近は自由降車区間のため、停留所以外でも降車できる。
- 網走バス・斜里バス 知床エアポートライナー（女満別空港〜網走駅〜知床斜里駅〜知床ウトロ温泉線）
  - 原生花園（冬季以外）・白鳥公園入口（冬季のみ）下車

## ギャラリー

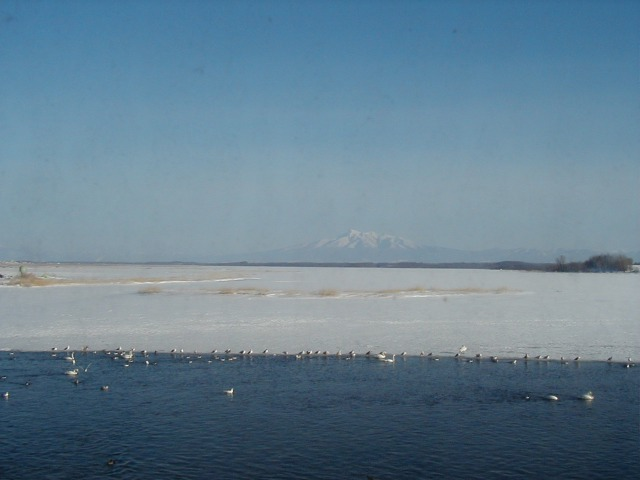
結氷した濤沸湖と斜里岳
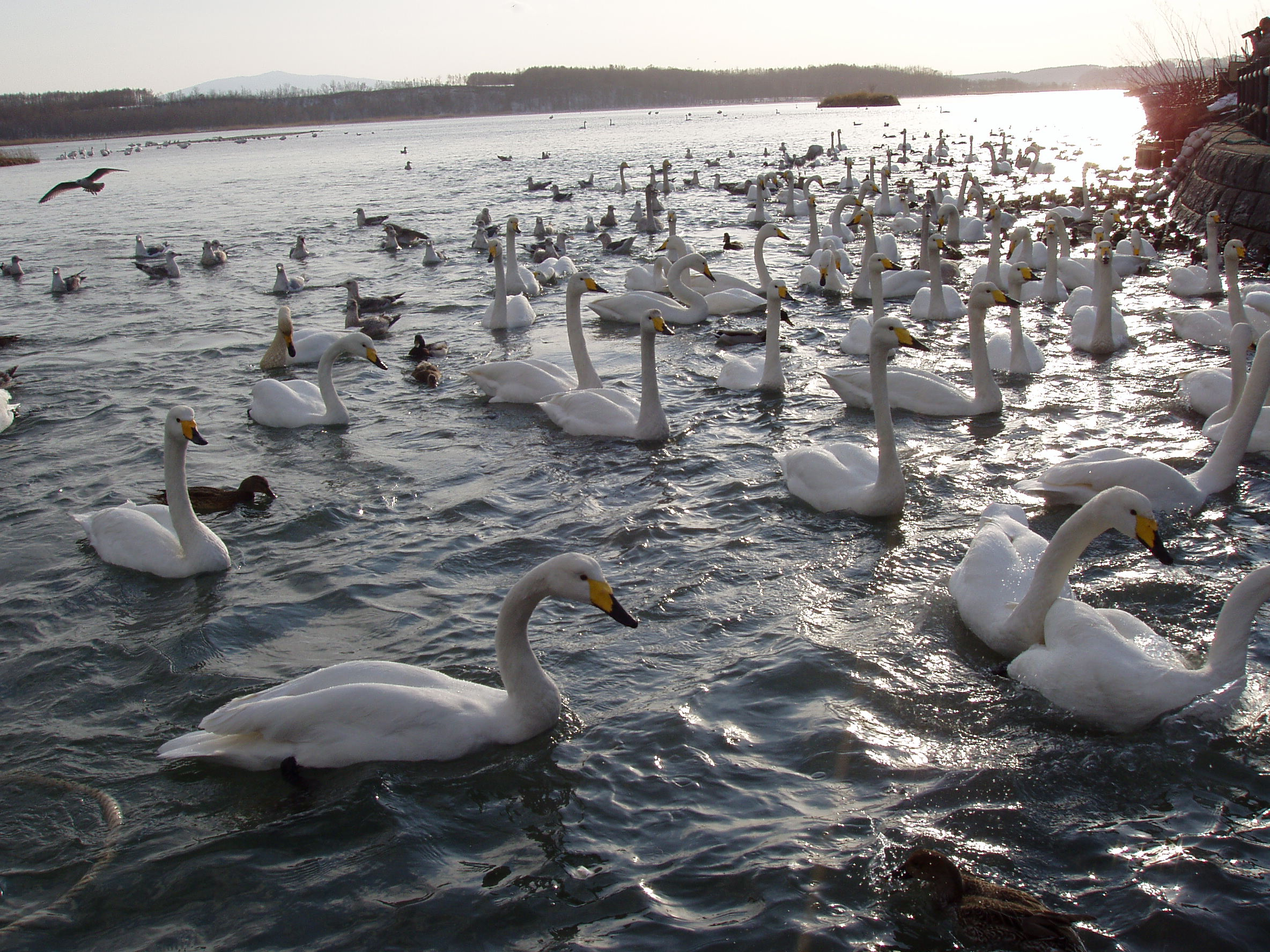
多くの野鳥が飛来した濤沸湖（2004年12月12日撮影）
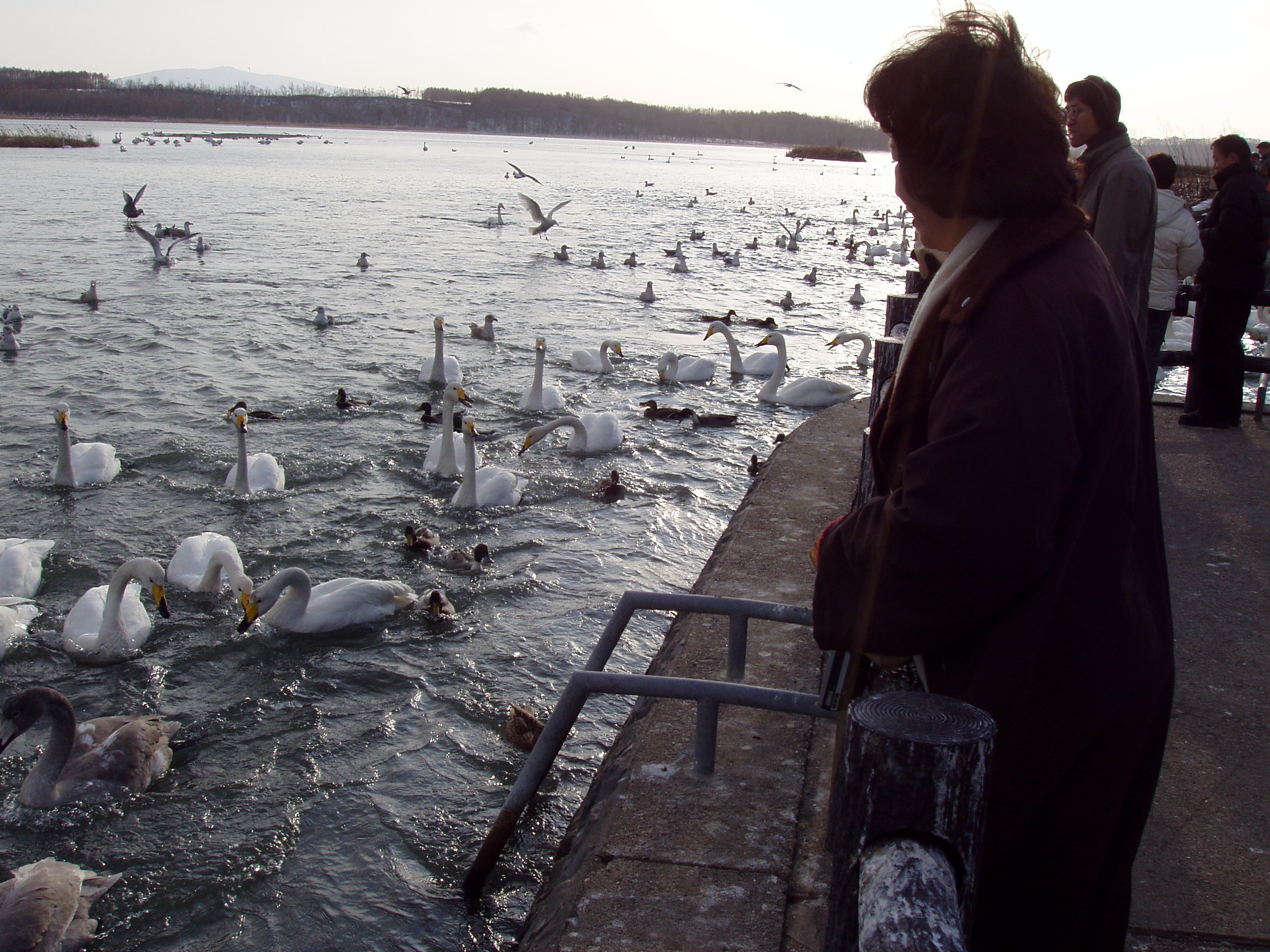
濤沸湖の野鳥に餌をやる観光客（2004年12月12日撮影）
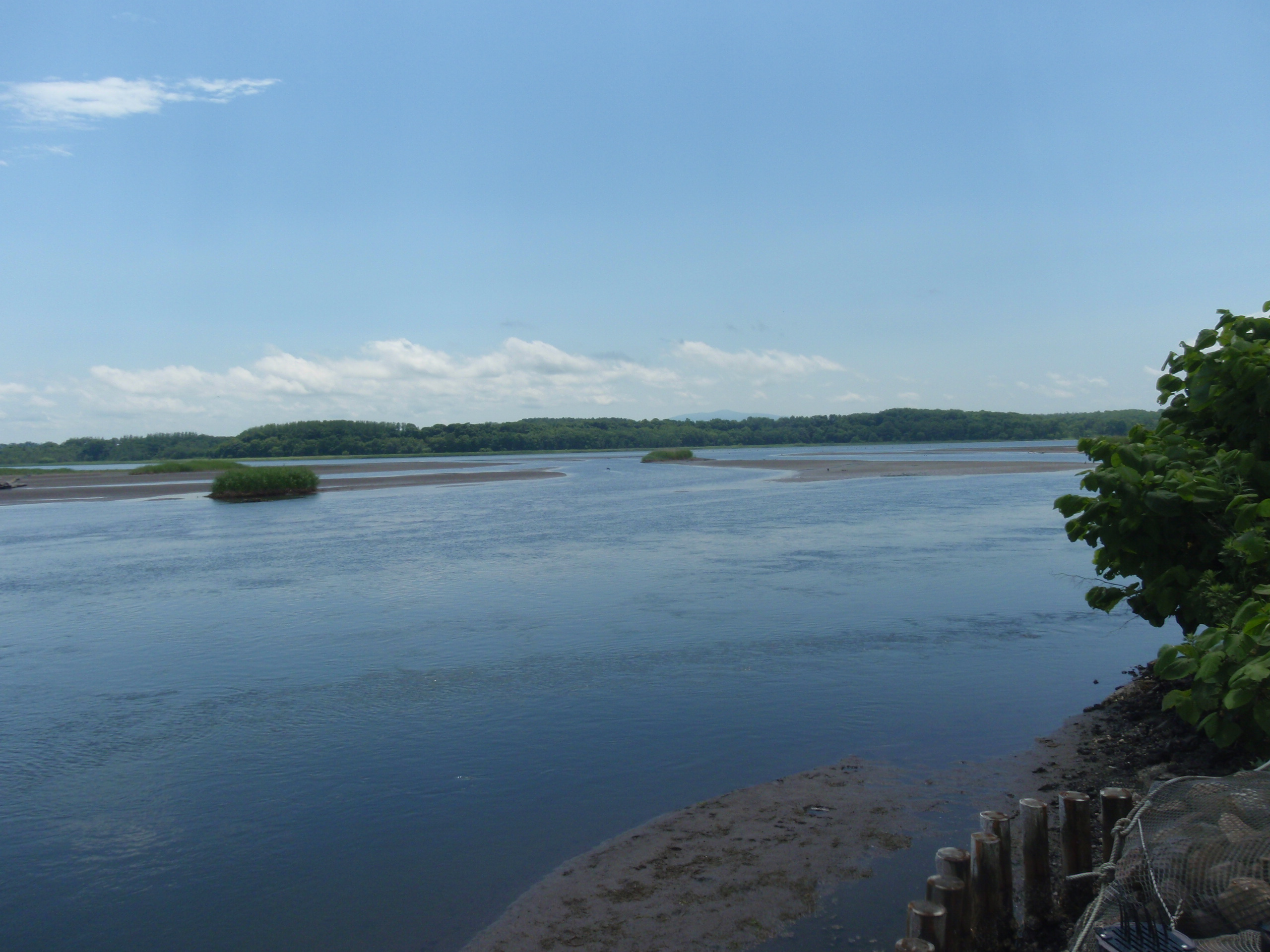
流出部付近
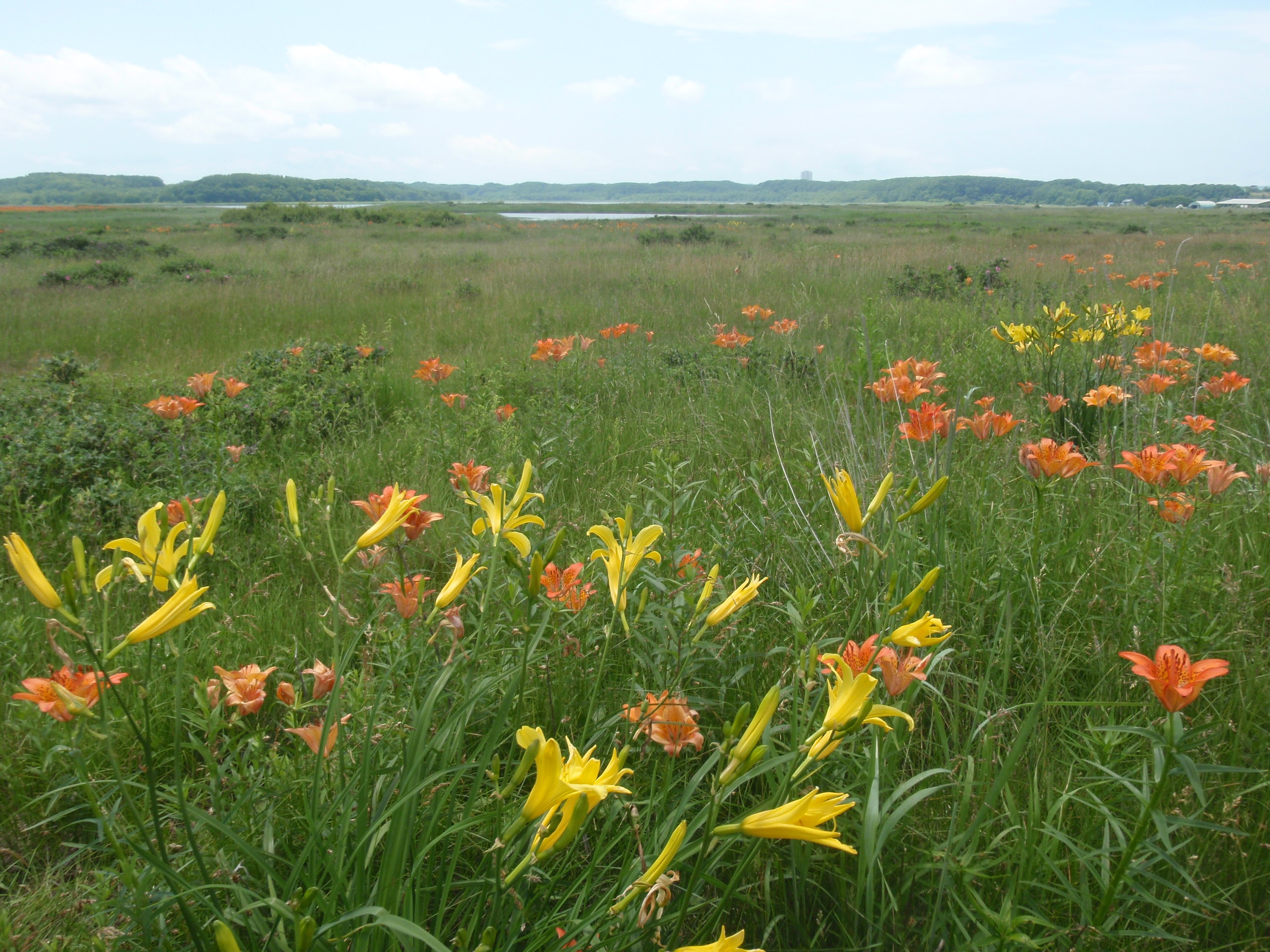
湖畔に広がる小清水原生花園